# Shannon Moore
Shannon Brian Moore (* 27. Juli 1979 in Cameron, North Carolina, USA), besser bekannt unter seinem Ringnamen Shannon Moore, ist ein US-amerikanischer Wrestler. Er tritt derzeit regelmäßig bei Total Nonstop Action Wrestling auf.

## Karriere

### Anfänge/World Championship Wrestling
Seine Anfänge machte Moore bei New Frontier Wrestling Alliance und bei der von Jeff und Matt Hardy gegründeten Liga Organization Of Modern Extreme Grappling Arts (kurz OMEGA). Von 1996 bis 1999 bestritt er bei beiden Ligen mehrere Matches. Bei OMEGA war Moore als Kid Dynamo OMEGA New Frontiers Champion und 2-mal OMEGA Light Heavyweight Champion.
Am 5. Januar 2000 bestritt Moore, zusammen mit Evan Karagias, sein erstes Match bei World Championship Wrestling (kurz WCW). Bei der WCW fehdete er gemeinsam mit Karagias, Helms und Tank Abbott gegen Kaz Hayashi, Yang, Jamie-San und The Great Muta. Am 28. Februar 2000 durfte er mit Evan Karagias und Shane Helms die WCW Hardcore Championship gewinnen. Diesen mussten die drei aber an Brian Knobbs abgeben. Moore und Helms hatten mehrfach Matches um die WCW World Tag Team Championship, durften diese aber nicht erringen.

### Independent/World Wrestling Entertainment
Als die WCW im März 2001 von der WWE übernommen wurde, trat Moore bei einigen Independentligen auf (z. B. Heartland Wrestling Association oder World Xtreme Wrestling). Bei Heartland Wrestling Association durfte Moore zweimal HWA American Luchacore Champion und einmal HWA Tag Team Champion werden.
Am 18. Mai 2002 bestritt Moore sein erstes Match bei der WWE gegen Jamie Noble. Moore bestritt mehrere Matches um den WWE Cruiserweight Title, durfte diesen aber nicht erringen. Auch durfte er zusammen mit Matt Hardy ein Titel Match um den WWE Tag Team Title erfolglos bestreiten. Im Juni 2005 entließ ihn die WWE.
Anschließend bestritt er erneut einige Matches bei verschiedenen Independentligen (z. B. AWA Superstars of Wrestling, Carolina Wrestling Federation Mid-Atlantic oder International Wrestling Cartel). Am 15. November 2005 bestritt er ein Dark Match bei TNA gegen Chris Sabin. Es folgten mehrere Matches bei TNA, dort fehdete er gegen AJ Styles.
Am 8. April 2006 kehrte Moore zur WWE zurück. Dort fehdete er mit Jimmy Wang Yang gegen The Miz und John Morrison, die damaligen WWE Tag Team Champions. Im August 2008 entließ die WWE ihn wieder.

### Independent/Total Nonstop Action Wrestling
Moore bestritt wieder einige Matches bei Independentligen. Außerdem trat er bei Hogans Hulkamania Tour auf.

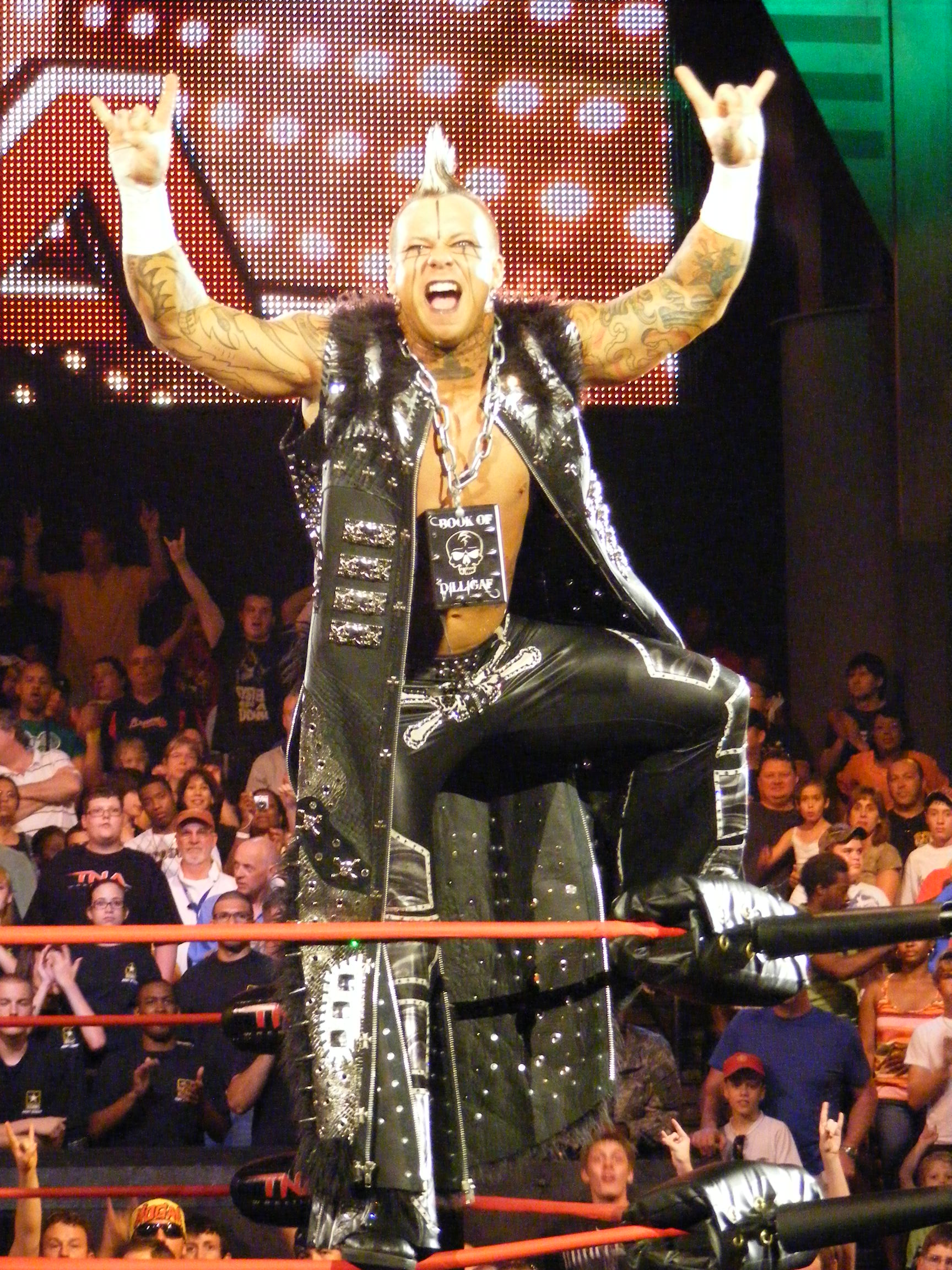
Moore bei TNA (2010)

Im März 2010 kehrte Moore zu TNA zurück. Dort bildet er zusammen mit Jesse Neal das Tag-Team Ink Inc.

## Sonstiges
- Moore ist Gründungsmitglied von Jeff Hardys Band "Peroxwhy?gen"
- Moore ist auch privat mit Jeff und Matt Hardy befreundet

## Erfolge
- Organization Of Modern Extreme Grappling Arts

- 1× OMEGA New Frontiers Championship
- 2× OMEGA Light Heavyweight Championship

- Heartland Wrestling Association

- 1× HWA Tag Team Championship  mit Evan Karagias 
- 2× HWA American Luchacore Championship

- World Championship Wrestling

- 1× WCW Hardcore Championship